# アンビデント

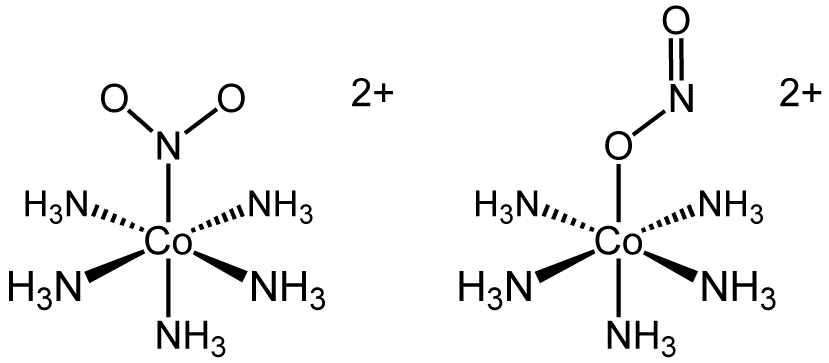
NO_{2}はアンビデントな配位子であり、Nまたは Oで配位結合を形成する。Nで配位する場合はニトロ、Oで配位する場合はニトリトと呼ばれる。

アンビデント（英: Ambident）な化学種とは、化学結合を形成しうる2種類以上の原子を構造中に有するものをいう。配位子、求核剤、求電子剤などに対して用いる。両座あるいは両性という訳語がしばしば用いられる。
対象が求核剤や求電子剤の場合は、反応性を有する2種類の原子間が共役系を有している場合に主に使われる。共役していない場合は単に2官能性という。

## 配位子
アンビデント配位子とは、構造中の2種類以上の原子から配位結合を形成しうる配位子をいう。両座配位子とも訳される。NO2（ニトロとニトリト）、OCN-（シアネートとイソシアネート）、SCN-（チオシアネートとイソチオシアネート）などの例があり、結合する原子によって連結異性体を形成しうる。
結合している原子の位置を明確にするために、 Denticity と呼ばれる κ を用いた表記法が用いられる。

## 求核剤
アンビデント求核剤とは、分子上の異なる2か所に求核性を有する原子を持つ化学種である。エノラートイオンは骨格中の炭素原子と酸素原子のどちらも求核性を有するアンビデントな求核剤である。

## 求電子剤
アンビデント求電子剤とは、分子上の異なる2か所に求電子性を有する原子を持つ化学種である。カルボン酸エステルや炭酸エステルは、構造中のカルボニル炭素とアルコキシ炭素の双方で求電子反応が進行しうるアンビデント求電子剤である。

## 選択性
アンビデントな化学種が、他の物質とどのように化学結合するか、あるいはどのような化学反応を起こすかは、HSAB則から推測できる (Kornblum's rule)。